# Aeroportul Sønderborg
Aeroportul Sønderborg (IATA: SGD, ICAO: EKSB) este un aeroport din Comuna Sønderborg, Regiunea Syddanmark, Danemarca ce deservește zona Sønderborg. Aeroportul a fost tranzitat în 2022 de 46.322 de pasageri. A fost deschis în 1950.
Situat la o altitudine de 7 m, aeroportul dispune de o singură pistă și ocupă o suprafață de 810.000 m².